# Pluton (mythologie)
Pour les articles homonymes, voir Pluton.
Pluton, en latin Pluto, est le dieu des Enfers dans la mythologie romaine. Il est directement issu de son homologue d'origine grecque : Πλούτων / Ploútōn (souvent identifié à tort avec Ploutos Πλοῦτος / Ploūtos, dieu de la richesse, fils d’Iasios et de Déméter). Dieu des Enfers, fils de Kronos et de Rhéa (Saturne et Ops pour les Romains), Pluton se confond dans la mythologie grecque avec Hadès (ᾍδης / Háidēs).

## Introduction à Rome
En Grèce, Hadès est couramment vénéré sous des épiclèses qui ont une valeur d'euphémisme. Il était notamment nommé Πλούτων / Ploútōn, « le Riche », car il est maître des richesses du sol, qu'elles soient minérales ou végétales ; un temple lui est consacré sous ce nom à Éleusis et il reçoit des honneurs à Athènes. 
Ce n'est qu'en 249 av. J.-C. à un moment difficile de la première guerre punique et après plusieurs présages menaçants que les décemvirs consultèrent les Livres. Il y lurent, selon les auteurs postérieurs, qu'il fallait célébrer sur le Champ de Mars pendant trois nuits consécutives les ludi Tarentini (jeux tarentins) en l'honneur de Dis et de Proserpina, leur sacrifier des victimes noires et enfin promettre de renouveler la cérémonie après un saeculum de cent années. Dis, le Riche, traduit exactement Πλούτων / Ploútōn et le nom Proserpina est déformé de Perséphone (en grec ancien Περσεφόνη / Persephónê) par étymologie populaire ou plutôt par une prononciation étrusque.
Selon Georges Dumézil, ces deux nouvelles divinités apportèrent une conception nouvelle, mais ne semblent pas avoir profondément marqué la croyance de la grande majorité des Romains. Sur ce point, la littérature hellénisante des derniers siècles ferait illusion quant à leur importance réelle.

## Descriptions

### Attributs

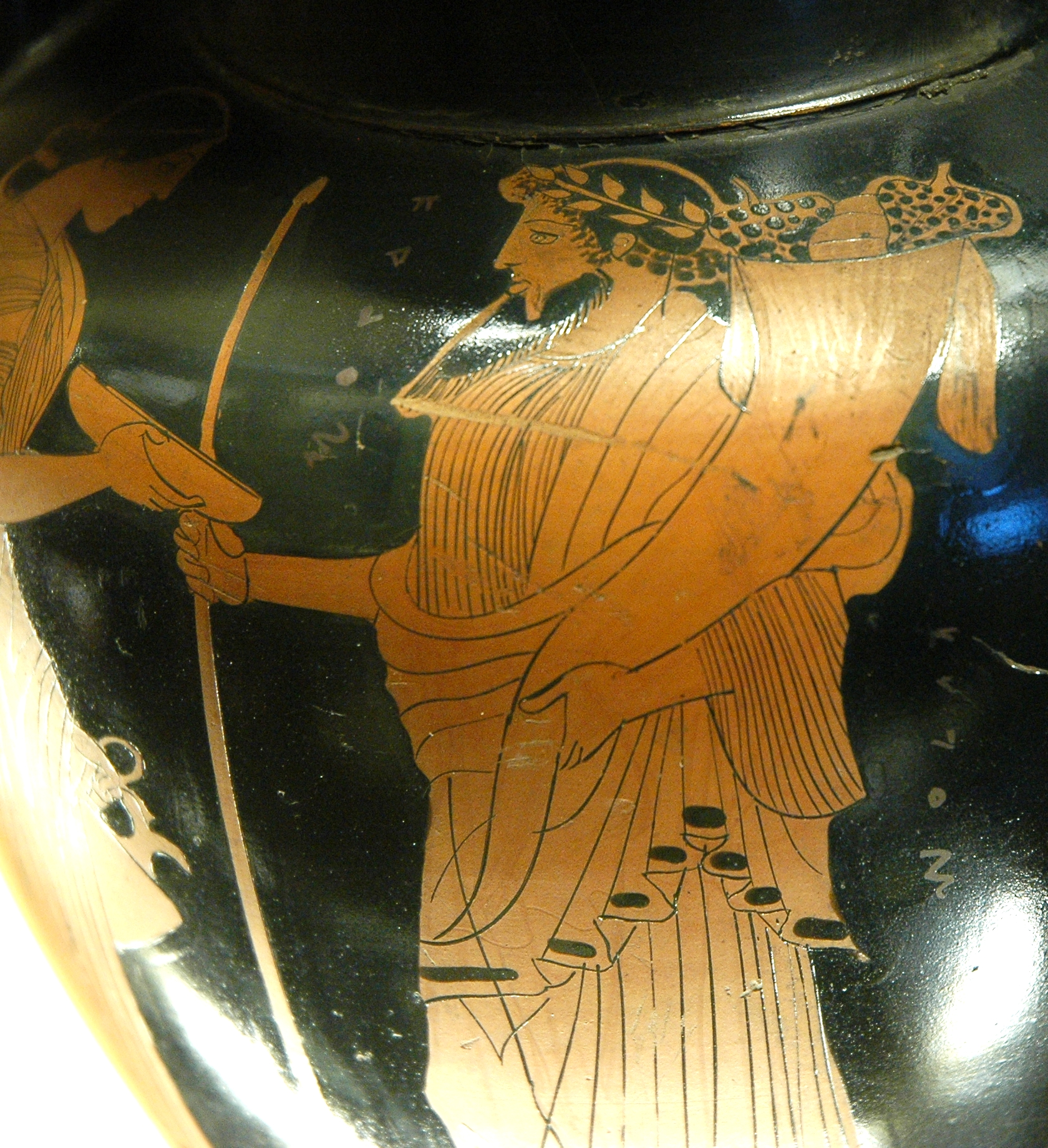
Pluton avec une corne d'abondance (amphore attique à figures rouges, ca. 470)

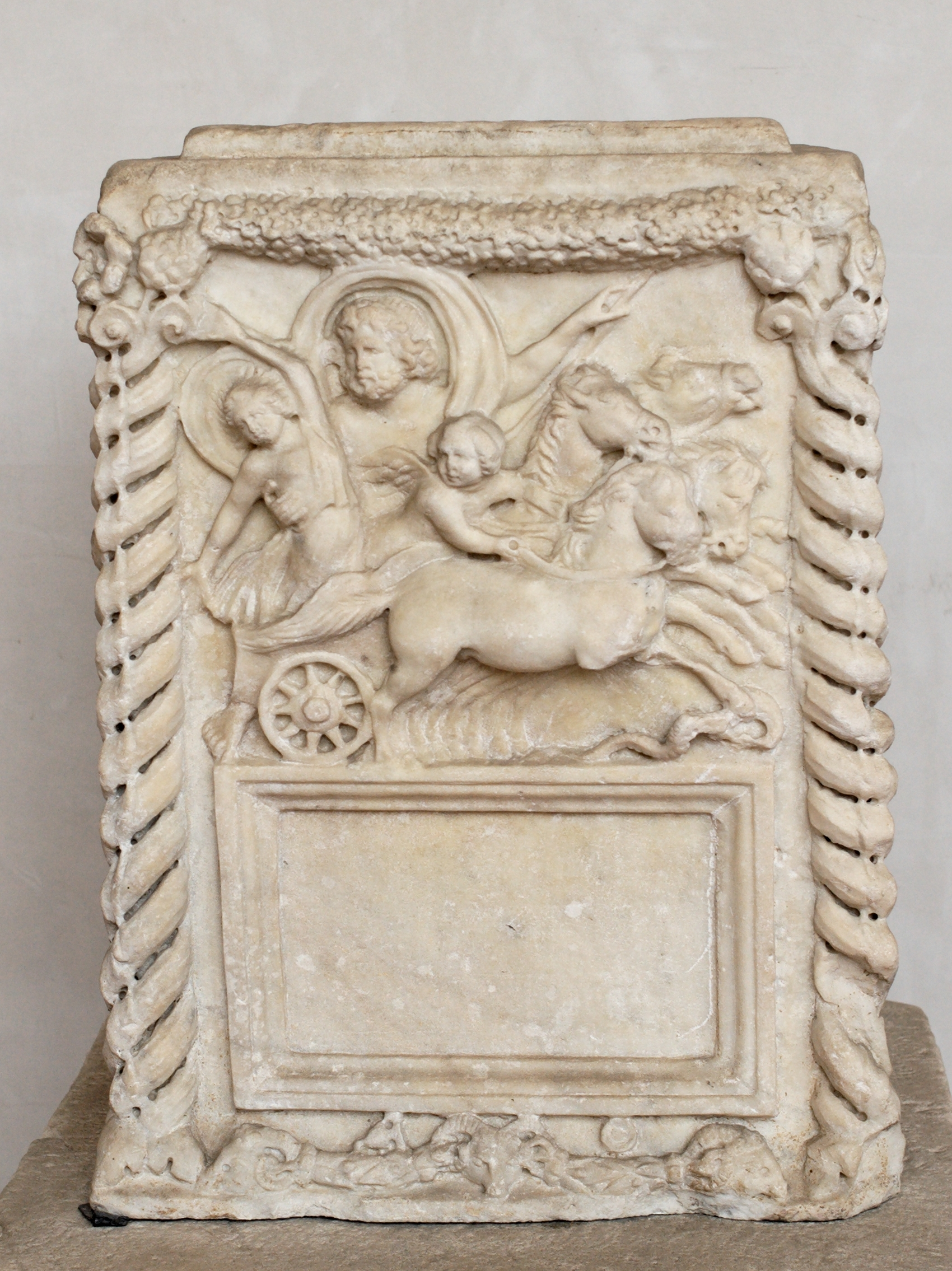
Autel cinéraire à tabula représentant le rapt de Proserpine. Marbre blanc, époque antonine, IIe siècle de notre ère.

Il est souvent représenté avec un casque en peau de chien offert par les cyclopes qui le rend invisible, qu'il n'enlève jamais, du nom de « kunée ».
Il est souvent représenté avec un sceptre, la corne d'abondance et son arme, la lance à deux dents, le bident, reçu durant la Titanomachie. L'attribut qu'on voit le plus souvent auprès de lui, c'est le cyprès, dont le feuillage sombre exprime la tristesse et la douleur. Les prêtres de ce dieu s'en faisaient des couronnes et en parsemaient leurs vêtements dans les sacrifices.
Il est maître également d'un chien à trois têtes (Cerbère, gardien de l'entrée des Enfers) et de quatre chevaux noirs nommés Æthon, Alastor, Nyctéus et Orphnéus.
Pluton possède plusieurs attributs iconographiques qui lui sont propres : il est ordinairement représenté avec une barbe épaisse et il porte souvent son casque, présent des Cyclopes (fils de Neptune), dont la propriété était de le rendre invisible ; parfois, il a le front ceint d'une couronne d'ébène, ou de capillaire, voire de narcisse. Lorsqu'il est assis sur son trône d'ébène ou de soufre, il tient de la main droite soit un sceptre noir, soit une fourche ou une pique. Quelquefois, il tient des clés dans ses mains, pour exprimer que les portes de la vie sont fermées sans retour à ceux qui parviennent dans son empire. Il y a habituellement son chien Cerbère à côté de lui. On le représente aussi dans un char traîné par ses quatre chevaux noirs.

### Autorité
Son palais est établi au milieu des Champs Élysées. C'est de là qu'il veille, en souverain, à l'administration de ses États, et dicte ses lois.
Les Romains lui rendaient des cérémonies particulières. Le prêtre faisait brûler de l'encens entre les cornes de la victime, la liait, et lui ouvrait le ventre avec un couteau dont le manche était rond et le pommeau d'ébène. Les cuisses de l'animal étaient tout particulièrement consacrées à ce dieu. On ne pouvait lui sacrifier que dans les ténèbres, et des victimes noires, dont les bandelettes étaient de la même couleur, et dont la tête devait être tournée vers la terre. Il était surtout honoré à Nysa, à Opunte, à Trézène, à Pylos, et chez les Éléens où il avait une sorte de sanctuaire qui n'était ouvert qu'un seul jour dans l'année ; encore n'était-il permis d'y pénétrer qu'aux sacrificateurs. Épiménide, dit Pausanias, avait fait placer sa statue dans les temples des Euménides, et, contre l'usage ordinaire, il y était représenté sous une forme et dans une attitude agréables[réf. nécessaire].

### Liens de parenté
Pluton est le fils de Saturne et Ops ainsi que l'époux de Proserpine. Il est le frère de Jupiter, Neptune, Junon, Cérès et Vesta.

## Domaine
Pluton vivait aux Champs Élysées dans les Enfers, le monde des morts souterrain. Il y jugeait les âmes : les bons et les justes étaient envoyés dans les Champs Élysées, lieu de délices et de paix, les mauvais dans les abîmes du Tartare où ils subissaient les supplices mérités.

## Culte
À Rome, dans le nord du Champ de Mars, près du Tibre, en un point nommé Tarentum, Pluton et son épouse possèdaient un autel souterrain dont l'accès n'était ouvert qu'aux temps, rares, de leur fête. Le 20 juin ou le 21 juin, jour de sa fête, seul le temple de Pluton était ouvert. On lui sacrifiait des animaux au pelage sombre (brebis ou porcs), et on vouait à son courroux inflexible tous les condamnés à mort[réf. nécessaire].
Il y avait à Rome des prêtres victimaires uniquement consacrés à Pluton. On ne lui immolait, comme en Grèce, des victimes de couleur sombre, et toujours en nombre pair, tandis que l'on ne sacrifiait aux autres dieux que des victimes en nombre impair. Elles étaient entièrement réduites en cendres, et le prêtre n'en réservait rien, ni pour le peuple ni pour lui. Avant de les immoler, on creusait une fosse pour recevoir le sang, et on y répandait le vin des libations. Durant ces sacrifices, les prêtres avaient la tête découverte, et le silence absolu était recommandé aux assistants, moins encore par respect que par crainte du dieu.[réf. nécessaire]
En Sicile, les Syracusains lui sacrifiaient chaque année deux taureaux noirs près de la source du Cyané, où la tradition plaçait l'enlèvement de Proserpine.
Sur le mont Soracte, en Italie, Pluton partageait les honneurs d'un temple commun avec Apollon ; ainsi, les Falisques, habitants du pays, avaient cru devoir honorer à la fois et la chaleur souterraine et celle de l'astre du jour. Les peuples du Latium et des environs de Crotone avaient consacré au roi des Enfers le nombre deux comme un nombre malheureux. Pour la même raison, les Romains lui consacrèrent le second mois de l'année, et, dans ce mois, le second jour fut encore plus particulièrement désigné pour lui offrir des sacrifices.

### Caractère

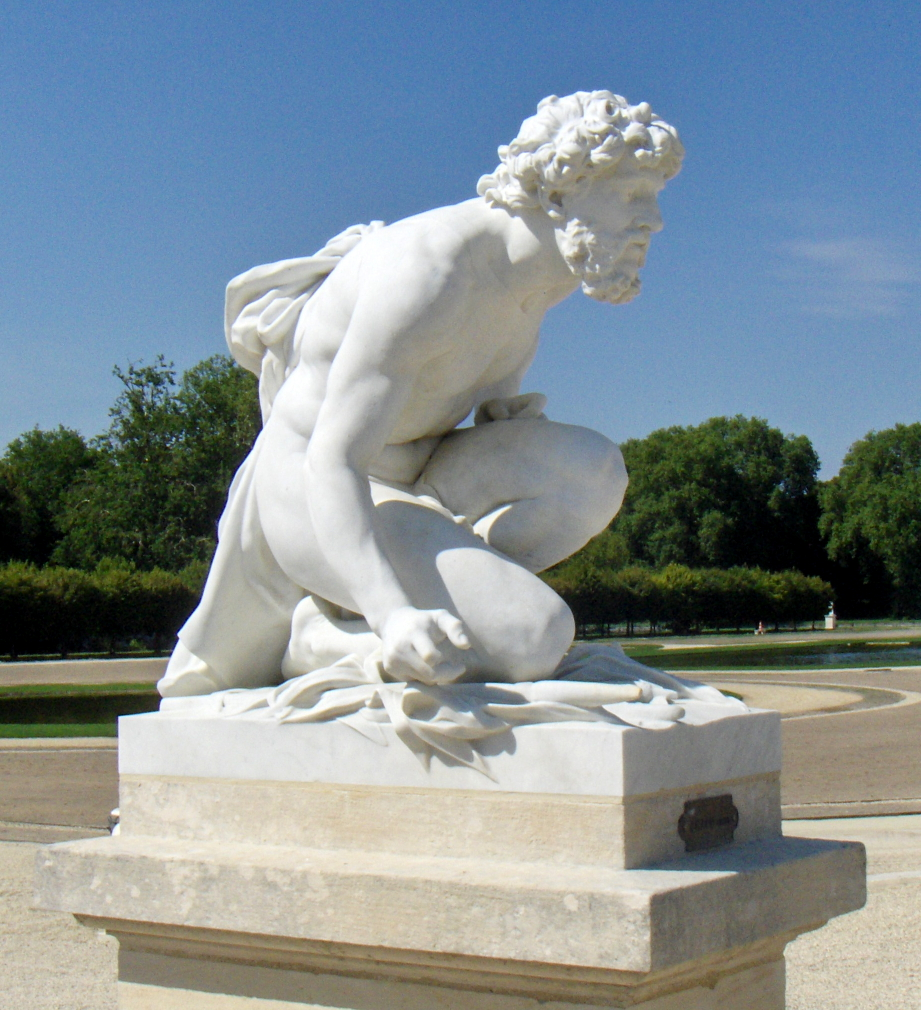
Statue de Pluton (vers 1884-1886) par Henri Chapu, située dans le parc du château de Chantilly.

Il était redouté à cause de sa laideur et de la dureté de ses traits. Il fut plus tard considéré comme un dieu bienfaisant, dispensateur de richesses.[réf. souhaitée]